# Харрис, Джон
Джон Харрис (англ. John Harris; 20 мая 1793 — 12 мая 1864) — шестой комендант корпуса морской пехоты США. Прослужил в корпусе свыше 50 лет, достиг ранга полковника.

## Биография
Родился в Ист-Уитланд-тауншип округа Честер, штат Пенсильвания в местной семье, откуда произошло множество военных офицеров. Его отец Уильям Харрис был офицером в ходе войны США за независимость. Его старший брат Томас был военно-морским хирургом и стал главой военно-морского управления медицины и хирургии. Его младший Стефан женился на правнучке Персифора Фрейзера. Сыновья Стефана Стефан и Джозеф служили в береговом патруле до и в ходе гражданской войне в США.
23 апреля 1814 года Джон Харрис вступил в ряды корпуса морской пехоты в звании второго лейтенанта. Через два месяца он был произведён в первые лейтенанты и летом того же года служил в силах, противостоящих наступлению британцев на город Вашингтон в ходе последних дней англо-американской войны 1812 года.
На следующий года он возглавил охрану морской пехоты на борту фрегата USS Macedonian входящим в эскадру коммодора Стивена Декейтер. В мае 1815 года он отплыл в Нью-Йорк в составе экспедиции, чтобы наказать берберских пиратов виновных в многочисленных грабежах.
По возвращении в США первый лейтенант Харрис исполнял долг в Эри, штат Пенсильвания и в Бостоне, штат Массачусетс. Находясь на базе в Бостоне он получил назначение на фрегат USS Franklin, и взошёл на его борт в августе 1821 года. Согласно семейной легенде по возвращении из плавания по южной части Тихого океана в 1824 года он завёз лимскую фасоль из Перу в США. 3 марта 1825 года он получил временное повышение в капитаны.
Затем Харрис служил как на суше в Бостоне так и в море, сначала на борту фрегата USS Java затем на Delaware и Philadelphia. 13 июня 1830 года он получил постоянное звание капитана и отправился служить в Норфолк, штат Виргиния. После этого он снова служил на борту Delaware но в марте 1836 года был отстранён от службы. Через три месяца он присоединился к отряду филадельфийских морских пехотинцев в Форт-Монро, штат Виргиния для службы в составе армии в ходе войн с индейцами во Флориде.
В ходе индейских войн на юге [США] Харрис отличился в ходе кампании мускоги в Алабаме и в войне с семинолами во Флориде. Полковник-комендант Арчибальд Хендерсон, командовавший полком морской пехоты во время проблем с индейцами заявил в письме, направленном военно-морскому министру: «Капитан Харрис будучи во Флориде командовал конными морскими пехотинцами и хорошо служил в этой должности.»
27 января 1837 года капитан Харрис получил временный ранг майора «за храбрость и достойное поведение в ходе войны против индейцев во Флориде, особенно в деле Хатчи Люсти». В марте 1837 года Харрис вернулся в Вашингтон, доставив договор, заключённый командующим с вождями семинолов. 6 октября 1841 года Харрис был произведён в майоры и служил в Филадельфии, Вашингтоне и Норфолке до начала американо-мексиканской войны.
В марте 1848 года майор Харрис получил приказ отправляться в Мексику для осуществления взаимодействия берега с эскадрой у перешейка у Теуантепека. Харрис отплыл из Нью-Йорка с батальоном морских пехотинцев но по их прибытии в Веракрус было заключено перемирие. Харрис получил приказ присоединиться к гарнизону в Альварадо вместе со своим батальоном.
В конце лета 1848 года майор Харрис приехал в Вашингтон из Альварадо и присоединился к главному штабу. Затем он получил назначение командующим казарм морской пехоты в Филадельфии и в Вашингтоне. 10 декабря 1855 года он был повышен в звании до подполковника и стал командующим в Бруклине, Нью-Йорк, где пребывал до 7 января 1859 года, когда он был назначен полковником-комендантом корпуса морской пехоты. В возрасте 66 лет он стал самым пожилым офицером на посту коменданта. Из всех офицеров, занимавших пост комендантов, он провёл самую долгую службу (45 лет) перед тем как стать комендантом.
Служба Харриса на посту коменданта была омрачена серьёзным инцидентом вскоре после начала гражданской войны. К тому времени половина его офицеров ушла в отставку, чтобы служить в ВС КША и он трудился, чтобы перестроить ослабленный корпус. Также в ходе начала гражданской войны полковнику Харрису пришлось направить целый батальон морских пехотинцев для службы в качестве контролёров секретной службы США в проблемных районах для борьбы с трафиком контрабанды из штата Мэриленд. Благодаря этим действиям ситуация в краткий период пришла под контроль.
Морские пехотинцы под командованием Харриса оказали Союзу различные и обширные услуги, некоторые были отмечены как выдающиеся. Это может быть связано с фактом, что в то время корпус морской пехоты состоял из сравнительно небольших сил по сравнению с армией и регулярным флотом. Также сыграло роль, что флот в гражданской войне играл сравнительно небольшую роль. Война прошла в основном в битвах на суше.
Харрис умер после недолгой болезни 12 мая 1864 года, пребывая в должности коменданта корпуса. Он прослужил офицером морской пехоты свыше 50 лет. Похоронен на кладбище Оук-хилл района Джоджтаун, г. Вашингтон. 
Фотография Харриса появляется в сатире "The Civil War: the Re-enactments"  сериала канала НВО «Мистер Шоу» (серия 8 сезон 4). 